# Copenhagen (Nueva York)
Copenhagen es una villa ubicada en el condado de Lewis en el estado estadounidense de Nueva York. En el año 2000 tenía una población de 864 habitantes y una densidad poblacional de 278 personas por km².

## Geografía
Copenhagen se encuentra ubicada en las coordenadas 43°53′35″N 75°40′21″O / 43.89306, -75.67250.

## Demografía
Según la Oficina del Censo en 2000 los ingresos medios por hogar en la localidad eran de $32,273, y los ingresos medios por familia eran $35,781. Los hombres tenían unos ingresos medios de $30,147 frente a los $25,156 para las mujeres. La renta per cápita para la localidad era de $12,780. Alrededor del 13.4% de la población estaban por debajo del umbral de pobreza.